# Sully, Calvados
Sully är en kommun i departementet Calvados i regionen Normandie i norra Frankrike. Kommunen ligger i kantonen Bayeux som ligger i arrondissementet Bayeux. År 2022 hade Sully 167 invånare.

## Befolkningsutveckling
Antalet invånare i kommunen Sully
Referens:INSEE